# Кубок Футбольної ліги 2014—2015
Кубок Футбольної ліги 2014–2015 — 55-й розіграш Кубка Футбольної ліги. Турнір також відомий як Кубок Capital One, в честь головного спонсора турніру, американської банківської холдингової компанії Capital One. Змагання проводиться за системою «плей-оф» серед 92 найкращих клубів Англії та Уельсу. Переможцем вп'яте став лондонський «Челсі».

## Перший раунд
Жеребкування першого раунду відбулось 17 червня 2014 року.
| Команда 1                    | Рахунок         | Команда 2             |
| ---------------------------- | --------------- | --------------------- |
| 11 серпня 2014               |                 |                       |
| Карлайл Юнайтед (4)          | 0:2             | Дербі Каунті (2)      |
| 12 серпня 2014               |                 |                       |
| Барнслі (3)                  | 0:2             | Кру Александра (3)    |
| Бірмінгем Сіті (2)           | 3:1 дч          | Кембридж Юнайтед (4)  |
| Блекберн Роверз (2)          | 0:1             | Сканторп Юнайтед (3)  |
| Болтон Вондерерз (2)         | 3:2 дч          | Бері (4)              |
| Брайтон енд Гоув Альбіон (2) | 2:0             | Челтнем Таун (4)      |
| Бристоль Сіті (3)            | 1:2             | Оксфорд Юнайтед (4)   |
| Бертон Альбіон (4)           | 2:1             | Віган Атлетік (2)     |
| Чарльтон Атлетик (2)         | 4:0             | Колчестер Юнайтед (3) |
| Честерфілд (3)               | 3:5 дч          | Гаддерсфілд Таун (2)  |
| Кроулі Таун (3)              | 1:0 дч          | Іпсвіч Таун (2)       |
| Дагенем енд Редбрідж (4)     | 6:6 дч пен. 2:4 | Брентфорд (2)         |
| Ексетер Сіті (4)             | 0:2             | Борнмут (2)           |
| Лідс Юнайтед (2)             | 2:1             | Аккрінгтон Стенлі (4) |
| Лутон Таун (4)               | 1:2             | Свіндон Таун (3)      |
| Міллволл (2)                 | 1:0             | Вікем Вондерерз (4)   |
| Мілтон Кінз Донз (3)         | 3:1             | Вімблдон (4)          |
| Моркем (4)                   | 0:1             | Бредфорд Сіті (3)     |
| Олдем Атлетік (3)            | 0:3             | Мідлсбро (2)          |
| Плімут Аргайл (4)            | 3:3 дч пен. 5:6 | Лейтон Орієнт (3)     |
| Порт Вейл (3)                | 6:2             | Гартлпул Юнайтед (4)  |
| Портсмут (4)                 | 1:0             | Пітерборо Юнайтед (3) |
| Редінг (2)                   | 3:1             | Ньюпорт Каунті (4)    |
| Рочдейл (3)                  | 0:2             | Престон Норт-Енд (3)  |
| Ротергем Юнайтед (2)         | 1:0 дч          | Флітвуд Таун (4)      |
| Шеффілд Венсдей (2)          | 3:0             | Ноттс Каунті (3)      |
| Шрусбері Таун (4)            | 1:0             | Блекпул (2)           |
| Саутенд Юнайтед (4)          | 1:2             | Волсолл (3)           |
| Стівенідж (4)                | 0:1             | Вотфорд (2)           |
| Транмер Роверз (4)           | 0:1             | Ноттінгем Форест (2)  |
| Вулвергемптон Вондерерз (2)  | 2:3             | Нортгемптон Таун (4)  |
| Йовіл Таун (3)               | 1:2             | Джиллінгем (3)        |
| Йорк Сіті (4)                | 0:1             | Донкастер Роверз (3)  |
| 13 серпня 2014               |                 |                       |
| Ковентрі Сіті (3)            | 1:2             | Кардіфф Сіті (2)      |
| Шеффілд Юнайтед (3)          | 2:1             | Мансфілд Таун (4)     |

## Другий раунд
Жеребкування відбулось 13 серпня 2014 року. На цій стадії у боротьбу вступили всі клуби Прем'єр-ліги, які не беруть участь у єврокубках поточного сезону, а також дві команди (Норвіч і Фулгем), які покинули Прем'єр-Лігу минулого сезону.
| Команда 1            | Рахунок         | Команда 2                    |
| -------------------- | --------------- | ---------------------------- |
| 26 серпня 2014       |                 |                              |
| Порт Вейл (3)        | 2:3             | Кардіфф Сіті (2)             |
| Мідлсбро (2)         | 3:1             | Престон Норт-Енд (3)         |
| Гаддерсфілд Таун (2) | 0:2             | Ноттінгем Форест (2)         |
| Свонсі Сіті          | 1:0             | Ротергем Юнайтед (2)         |
| Вотфорд (2)          | 1:2             | Донкастер Роверз (3)         |
| Міллволл (2)         | 0:2             | Саутгемптон                  |
| Борнмут (2)          | 3:0             | Нортгемптон Таун (4)         |
| Брентфорд (2)        | 0:1             | Фулгем (2)                   |
| Сканторп Юнайтед (3) | 0:1             | Редінг (2)                   |
| Дербі Каунті (2)     | 1:0             | Чарльтон Атлетик (2)         |
| Вест Гем Юнайтед     | 1:1 дч пен. 4:5 | Шеффілд Юнайтед (3)          |
| Свіндон Таун (3)     | 2:4 дч          | Брайтон енд Гоув Альбіон (2) |
| Лестер Сіті          | 0:1             | Шрусбері Таун (4)            |
| Кру Александра (3)   | 2:3 дч          | Болтон Вондерерз (2)         |
| Джиллінгем (3)       | 0:1             | Ньюкасл Юнайтед              |
| Норвіч Сіті (2)      | 3:1             | Кроулі Таун (3)              |
| Бернлі               | 0:1             | Шеффілд Венсдей (2)          |
| Волсолл (3)          | 0:3             | Крістал Пелес                |
| Мілтон Кінз Донз (3) | 4:0             | Манчестер Юнайтед            |
| Вест-Бромвіч Альбіон | 1:1 дч пен. 7:6 | Оксфорд Юнайтед (4)          |
| 27 серпня 2014       |                 |                              |
| Астон Вілла          | 0:1             | Лейтон Орієнт (3)            |
| Бредфорд Сіті (3)    | 2:1             | Лідс Юнайтед (2)             |
| Бертон Альбіон (4)   | 1:0             | Квінз Парк Рейнджерс         |
| Сток Сіті            | 3:0             | Портсмут (4)                 |
| Бірмінгем Сіті (2)   | 0:3             | Сандерленд                   |

## Третій раунд
Жеребкування відбулось 27 серпня 2014 року. До команд, що перемогли у другому раунді, приєднались ті, які виступають у єврокубках.
| Команда 1            | Рахунок           | Команда 2                    |
| -------------------- | ----------------- | ---------------------------- |
| 23 вересня 2014      |                   |                              |
| Арсенал              | 1:2               | Саутгемптон                  |
| Лейтон Орієнт (3)    | 0:1               | Шеффілд Юнайтед (3)          |
| Кардіфф Сіті (2)     | 0:3               | Борнмут (2)                  |
| Сандерленд           | 1:2               | Сток Сіті                    |
| Дербі Каунті (2)     | 2:0               | Редінг (2)                   |
| Ліверпуль            | 2:2 дч пен. 14:13 | Мідлсбро (2)                 |
| Мілтон Кінз Донз (3) | 2:0               | Бредфорд Сіті (3)            |
| Свонсі Сіті          | 3:0               | Евертон                      |
| Шрусбері Таун (4)    | 1:0               | Норвіч Сіті (2)              |
| Фулгем (2)           | 2:1               | Донкастер Роверз (3)         |
| 24 вересня 2014      |                   |                              |
| Челсі                | 2:1               | Болтон Вондерерз (2)         |
| Крістал Пелес        | 2:3 дч            | Ньюкасл Юнайтед              |
| Манчестер Сіті       | 7:0               | Шеффілд Венсдей (2)          |
| Бертон Альбіон (4)   | 0:3               | Брайтон енд Гоув Альбіон (2) |
| Тоттенгем Готспур    | 3:1               | Ноттінгем Форест (2)         |
| Вест-Бромвіч Альбіон | 3:2               | Галл Сіті                    |

## Четвертий раунд
Жеребкування проводилось 24 вересня 2014 року.
| Команда 1            | Рахунок | Команда 2                    |
| -------------------- | ------- | ---------------------------- |
| 28 жовтня 2014       |         |                              |
| Борнмут (2)          | 2:1     | Вест-Бромвіч Альбіон         |
| Шрусбері Таун (4)    | 1:2     | Челсі                        |
| Мілтон Кінз Донз (3) | 1:2     | Шеффілд Юнайтед (3)          |
| Ліверпуль            | 2:1     | Свонсі Сіті                  |
| Фулгем (2)           | 2:5     | Дербі Каунті (2)             |
| 29 жовтня 2014       |         |                              |
| Тоттенгем Готспур    | 2:0     | Брайтон енд Гоув Альбіон (2) |
| Сток Сіті            | 2:3     | Саутгемптон                  |
| Манчестер Сіті       | 0:2     | Ньюкасл Юнайтед              |

## Чвертьфінали
Жеребкування проводилось 29 жовтня 2014 року.
| Команда 1           | Рахунок | Команда 2       |
| ------------------- | ------- | --------------- |
| 16 грудня 2014      |         |                 |
| Дербі Каунті (2)    | 1:3     | Челсі           |
| Шеффілд Юнайтед (3) | 1:0     | Саутгемптон     |
| 17 грудня 2014      |         |                 |
| Тоттенгем Готспур   | 4:0     | Ньюкасл Юнайтед |
| Борнмут (2)         | 1:3     | Ліверпуль       |

## Півфінали
Жеребкування проводилось 17 грудня 2014 року. Перші матчі відбулися 20-21 січня, а матчі-відповіді 27-28 січня 2015 року.
| Команда 1         | Заг. | Команда 2           | 1-й матч | 2-й матч |
| ----------------- | ---- | ------------------- | -------- | -------- |
| Ліверпуль         | 1:2  | Челсі               | 1:1      | 0:1 дч   |
| Тоттенгем Готспур | 3:2  | Шеффілд Юнайтед (3) | 1:0      | 2:2      |

## Фінал
| 1 березня 2015 16:00 (CET) |

| Челсі               | 2:0      | Тоттенгем Готспур |
| ------------------- | -------- | ----------------- |
| Террі 45' Коста 56' | Протокол |                   |

| Вемблі, Лондон Глядачів: 89 294 Арбітр: Ентоні Тейлор |